# Francisco Boza
Francisco Boza (n. 19 septembrie 1964, Lima, Peru) este un trăgător de tir ce a reprezentat Peru, medaliat olimpic. A participat la 8 ediții ale Jocurilor Olimpice (1980, 1984, 1988, 1992, 1996, 2000, 2004, 2016) în care a câștigat o medalie de argint.